# Justin Lawler
Justin Lawler (Pottsboro, 23 dicembre 1994) è un giocatore di football americano statunitense che milita nel ruolo di linebacker per i Los Angeles Rams della National Football League (NFL).

## Carriera

### Los Angeles Rams
Lawler fu scelto nel corso del settimo giro (244º assoluto) del Draft NFL 2018 dai Los Angeles Rams. Debuttò come professionista subentrando nella gara del primo turno vinta contro gli Oakland Raiders facendo registrare un placcaggio. La sua stagione da rookie si chiuse con 6 placcaggi in 16 presenze. Nei playoff, i Rams batterono i Cowboys e i Saints, qualificandosi per il loro primo Super Bowl dal 2001.

## Palmarès

### Franchigia
- Super Bowl : 1

Los Angeles Rams: LVI
- National Football Conference Championship: 2

Los Angeles Rams: 2018, 2021